# Triaenodes piceus
Triaenodes piceus är en nattsländeart som beskrevs av Douglas E. Kimmins 1957. Triaenodes piceus ingår i släktet Triaenodes och familjen långhornssländor. Inga underarter finns listade i Catalogue of Life.